# 浮島町站

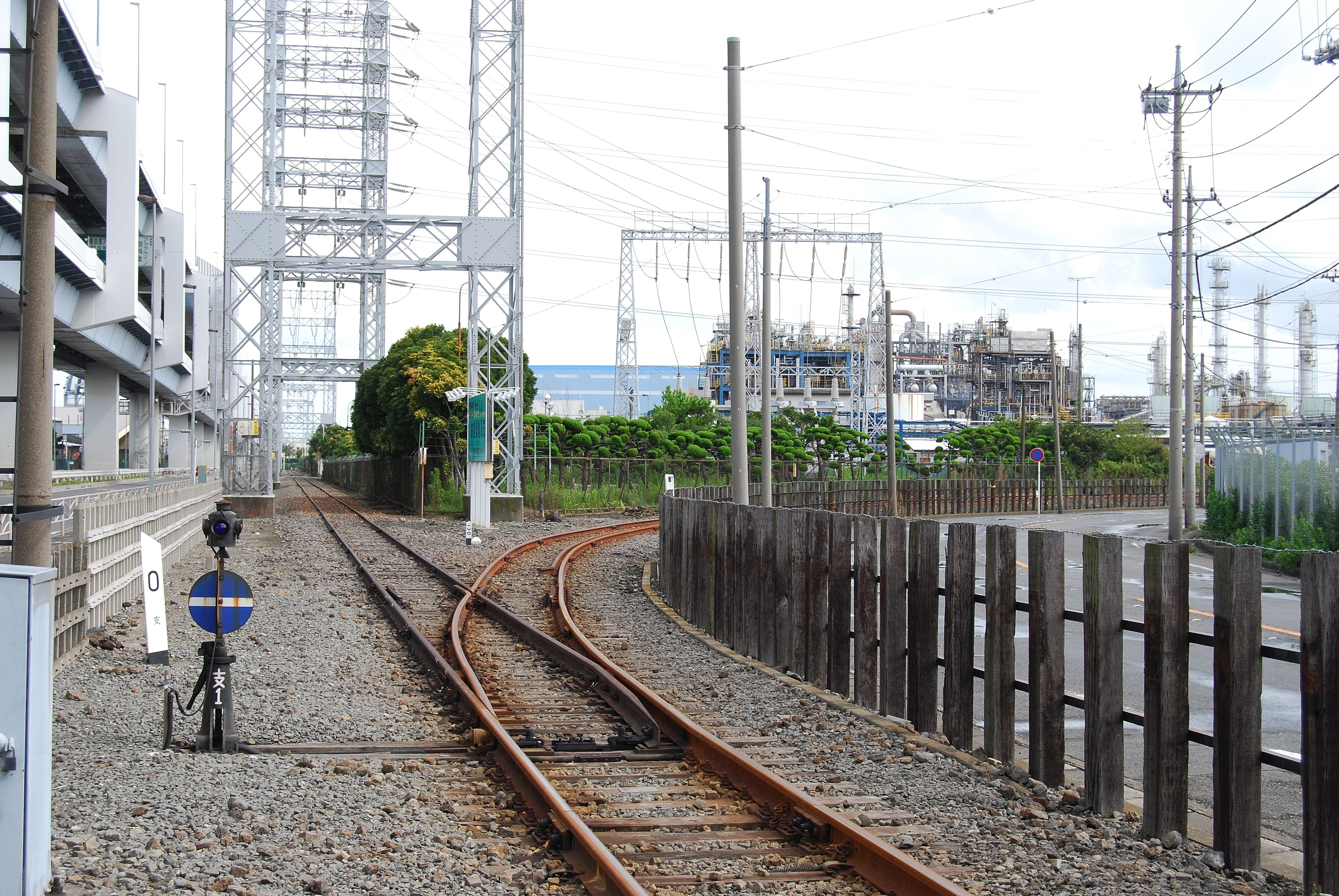
浮島町站內。右邊彎曲路軌可前往東燃通用石油專用線

浮島町站（日语：／ Ukishimachō eki */?）是位於神奈川縣川崎市川崎區浮島町，神奈川臨海鐵道的浮島線貨運車站。

## 處理貨物
此站只處理專用線的車載貨物，也處理貨櫃貨物。
站內連接ENEOS川崎煉油廠專用線，在線內處理石油與液化異丁烯。該處設有前往關東各地的石油貨物列車。站內也有日本觸媒浮島工場專用線，曾經在線內處理化學藥品（乙二醇與液體環氧乙烷）。乙二醇會運送往三島站，液體環氧乙烷會運送往名古屋臨海鐵道的東港站。在日本觸媒浮島工場專用線內再設有其他專用線分支，包括日本石油氣體專用線，該處會運送液化石油氣前往長野站和川俁站。也有日本合成酒精專用線，該處會運送乙醇前往西富山站和新崎站。大牟田站內的中央化學專用線會運送甲苯二異氰酸酯前往此站。在日本觸媒專用線附近設有日本石油輸送川崎維修中心，各種罐車會在該處進行檢查和內部清洗。

## 車站周邊
- ENEOS川崎煉油廠
- 新日本理化（日语：新日本理化）川崎工場
- 日本Unicar（日语：日本ユニカー）川崎工業所
- 日本寶麗絲川崎工場
- V-Tech（日语：ヴイテック）川崎工場
- 中央硝子公司川崎工場[1]
- 日本合成酒精川崎工場
- 日本觸媒浮島工場
- 日本石油輸送（日语：日本石油輸送）川崎服務中心
- JFE容器（日语：JFEコンテイナー）川崎工場
- 大王製紙川崎事業所
- 東洋製罐（日语：東洋製罐）川崎工場
- 川崎港（日语：川崎港）渡輪埠頭

## 歷史
- 1964年3月25日 車站啟用。

## 相鄰車站
神奈川臨海鐵道
浮島線
末廣町－浮島町

## 注腳
1. 1 2 3 4 5   （页面存档备份，存于）（日語）